# شینجی فوجییوشی
شینجی فوجییوشی (انگلیسی: Shinji Fujiyoshi؛ زادهٔ ۳ آوریل ۱۹۷۰) بازیکن فوتبال اهل ژاپن است.
از باشگاه‌هایی که در آن بازی کرده‌است می‌توان به باشگاه فوتبال توکیو وردی اشاره کرد.